# 川口春奈
川口春奈（日语：／ Kawaguchi Haruna，1995年2月10日—），日本女演員，出生於日本長崎縣，隸屬於研音經紀公司。川口在2007年成為潮流雜誌《nicola》的專屬模特兒，藉此進入演藝界。出道初期即獲起用為多個廣告的代言人，也曾主演《櫻蘭高校男公關部》、《放學後再推理》、《絕叫學級》、《丈夫的女朋友》等多部電視劇和電影。

## 經歷

### 加入演藝界
2007年，川口春奈的朋友幫她報名參加雜誌《nicola》的第11屆甄選會。她在這次甄選會獲得大獎，得以於該雜誌的2007年10月號初次亮相。其後一直是該雜誌的專屬模特兒，直至2011年5月號畢業，專心演員的工作。當時中學一年級的川口尚未搬到東京居住，故須長途跋涉來往家鄉五島群島和東京工作。
2009年春季，川口獲起用為三井不動產的代言人，成為第13代「Rehouse Girl」。由於蒼井優、夏帆等前Rehouse Girl在演藝界都有不錯的表現，所以川口亦受到注目。其後她參與了Hi-Fi CAMP《所以向前踏出一步》音樂影片的演出，首次出演音樂影片。這首歌是寶礦力水特的廣告歌曲，川口亦獲起用為寶礦力水特的代言人。截至當時為止，能夠成為以上兩個廣告的代言人的就只有宮澤理惠及一色紗英兩人。

### 演員生涯
當時工作以雜誌和廣告為主的川口在2009年開始獲得參演電視劇的機會。她的電視劇出道作是2009年10月開始播放的月九劇《東京DOGS》，在劇中飾演主角高倉奏（小栗旬 飾）的妹妹「高倉花梨」。2010年3月，首次主演電視劇，為單集電視劇《初戀紀錄》。這段時期亦參演了《決定不哭的日子》、《不良仔與眼鏡妹》等多部連續劇。
2011年7月，著名少女校園漫畫《櫻蘭高校男公關部》被改編成電視劇。川口在該劇飾演女主角「藤岡治斐」（藤岡ハルヒ），初次主演電視連續劇。之後2012年4月，她在改編自東川篤哉小說《放學後再推理》的同名電視劇中，飾演女主角「霧之峰涼」（霧ヶ峰涼），跟同屬研音的男演員速水直道拍檔，再次主演深夜電視劇。
除了電視劇外，川口在2011年亦開始參與電影的演出。她首部出演的電影是由前田敦子主演的《如果高校棒球女子經理讀了彼得·杜拉克》。她在電影裏飾演前田的兒時好友。其後亦跟同屬研音的志田未來一同主演恐怖電影《POV～被詛咒的影片～》。2012年3月，因《櫻蘭高校男公關部》電影化，故川口得以初次個人主演電影。
踏入2013年，川口從高中畢業。她為此在3月初次舉辦影迷活動，第二本寫真集《haruna 2》亦以「畢業」為主題。此外，她在這年繼續在電視劇和電影中獲得不少演出機會。漫畫改編電視劇《金田一少年之事件簿》的第五季單集特別篇《香港九龍財寶殺人事件》於1月播出。川口跟Hey! Say! JUMP的山田涼介（飾 金田一一）和有岡大貴（飾 佐木龍二）拍檔，在劇中飾演女主角「七瀨美雪」，成為繼友坂理惠、鈴木杏和上野樹里後第四個出演該角的女演員。她也在6月14日上映的恐怖電影《絕叫學級》擔任主演。
川口於同年10月24日起播放的TBS電視劇《丈夫的女朋友》中飾演女主角「山岸星見」，在劇裏是跟上司的39歲妻子交換靈魂的下屬。這次是她首次主演黃金時段的電視劇，但收視率慘淡，平均收視率只有3.87%。

## 人物
川口春奈的名字中的「春」字來自祖父的名字；「奈」字原本應為「菜」字（同音），但由於她母親向市政府報上姓名時搞錯了，才變成「春奈」。來自長崎的她十分喜歡釣魚，稱試過一次最多釣300條魚。此外，她亦很喜歡運動，初中三年都有打羽毛球。
川口十分憧憬同屬研音的女演員菅野美穗，曾表示成為像菅野般的全方位演員。在搞笑藝人中則十分喜歡FUJIWARA的原西孝幸。在演藝界中，跟同期加入《nicola》的立石晴香、在《不良仔與眼鏡妹》一起演出過的仲里依紗等人關係很好。

## 演出
- 粗體為主演

### 電視劇
- 東京DOGS（2009年10月19日 － 12月21日，富士電視台）：飾演 高倉花梨
- 決定不哭的日子（2010年1月26日 － 3月16日，富士電視台）：飾演 角田愛
- 初戀紀錄（日语：初恋クロニクル）（2010年3月13日，BS富士）：飾演 里浦美咲
- 不良仔與眼鏡妹（2010年4月23日 － 6月25日，TBS）：飾演 姬路凜風
- 流星（2010年10月18日 － 12月20日，富士電視台）：飾演 安田瑞希
- 櫻蘭高校男公關部（2011年7月22日 － 9月30日，TBS）：飾演 藤岡治斐
- 放學後再推理（2012年4月23日 － 6月25日，TBS）：飾演 霧之峰涼
- GTO（2012年7月3日 － 9月11日，關西電視台）：飾演 相澤雅
  - 麻辣教師GTO 秋季鬼暴特別篇（2012年10月2日）
  - 麻辣教師GTO 正月特別篇! 寒假熱血教書（2013年1月2日）
  - 麻辣教師GTO 畢業特別篇（2013年4月2日）
- 金田一少年之事件簿 香港九龍財寶殺人事件（2013年1月12日，日本電視台）：飾演 七瀨美雪、楊蘭
  - 金田一少年之事件簿 獄門塾殺人事件（2014年1月4日）：飾演 七瀨美雪
  - 金田一少年之事件簿N（2014年7月19日 － 9月20日）：飾演 七瀨美雪
- 合宿的戀人（2013年1月16日 － 3月13日，日本電視台）：飾演 錦野薰
- 破案天才伽利略 第2季 第2集（2013年4月22日，富士電視台）：飾演 真瀨加奈子
- 天魔先生來了（2013年7月15日 － 9月23日，TBS）：飾演 岡崎旭
- 真實逃脫遊戲密室美少女 大結局（2013年9月28日，東京電視台）：飾演 柑橘醬夫人
- 丈夫的女朋友（2013年10月24日 － 12月12日，TBS）：飾演 山岸星見
- 偵探的偵探（2015年7月9日 － 9月17日，富士電視台）：飾演 峰森琴葉
- 家族的形式 第4集起（2016年2月7日，TBS）：飾演 入江茜
- 高考灰姑娘（日语：受験のシンデレラ#テレビドラマ）（2016年7月10日 － 8月28日，NHK BS Premium）：飾演 遠藤真紀
- Chef～三星級的營養午餐～（2016年10月13日 － 12月15日，富士電視台）：飾演 高山晴子
- 該隱與亞伯 第6集（2016年11月21日，富士電視台）：飾演 高山晴子
- 即使是愛，也有秘密（日语：愛してたって、秘密はある。）（2017年7月16日 － 9月17日，日本電視台）：飾演 立花爽
- 白與黃～夏威夷與我的鬆餅故事～（日语：白與黃～夏威夷與我的鬆餅故事～）（2018年2月28日）：飾演 澤野夏海
- 阿嘉莎·克莉絲蒂 二夜連續特別劇「大女演員殺人事件 ～破鏡謀殺案～」（日语：鏡は横にひび割れて#日本のテレビドラマ（2018年））（2018年3月25日，朝日電視台）：飾演 谷口小雨
- 小白臉（日语：ヒモメン〜ヒモ更生プログラム〜）（2018年7月28日 － 9月8日， 朝日電視台）：飾演 春日百合子
- Innocence 冤罪律師（2019年1月19日 － 3月23日，日本電視台）：飾演 和倉楓[26]
- 教場（2020年1月4日、5日，富士電視台）：飾演 菱沼羽津希[27]
  - 教場II（2021年1月3日）
- NHK大河劇 麒麟來了（2020年1月19日 － 2月7日，NHK）：飾演 歸蝶／濃姬[28][29]
- 極道主夫（2020年10月11日 － 12月13日，日本電視台）：飾演 美久[30]
  - 極道夫道 爆笑!カチコミSP（2022年5月27日）
- 打扮的戀愛是有理由的（2021年4月20日 － 6月22日，TBS）：飾演 真柴胡桃[31]
- 連續電視小說（NHK）
  - 心胸咚咚（2022年4月11日 － 2022年9月30日）：飾演 比嘉良子
  - 飛舞吧！ 第115回・第125回（2023年3月16日・30日）：飾演 野口若葉
- silent（2022年10月6日 － 12月22日，富士電視台）：飾演 青羽紬
- 隼消防團（2023年7月13日 － 9月14日，朝日電視台）：飾演 立木彩
- 9Border（2024年4月19日 － 6月21日，TBS）：飾演 大庭七苗
- 孤独的心情 完结篇（2024年4月27日，富士電視台）：飾演 寺沢和来
- Ensemble（2025年1月18日 － 3月22日，日本電視台）：飾演 小山瀬奈

### 電影
- 如果高校棒球女子經理讀了彼得·杜拉克（2011年6月4日上映，東寶）：飾演 宮田夕紀
- POV～被詛咒的影片～（2012年2月18日上映，東寶）：飾演 川口春奈（自己）
- 櫻蘭高校男公關部 劇場版（2012年3月17日上映，日本索尼影視娛樂）：飾演 藤岡治斐
- 我們的交換日記（日语：芸人交換日記〜イエローハーツの物語〜）（2013年3月23日上映，SHOWGATE（日语：ショウゲート））：飾演 甲本櫻
- 絕叫學級（2013年6月14日上映，東寶）：飾演 荒樹加奈[32]
- 謝罪之王（2013年9月28日上映，東寶）：飾演 清純派女演員
- 柑橘醬夫人的異常之謎（日语：マダム・マーマレードの異常な謎）（東京電視台）：飾演 柑橘醬夫人（マダム・マーマレード）
  - 出題篇（2013年10月25日）
  - 解答篇（2013年11月22日）
- 只要妳說妳愛我（2014年7月12日上映，松竹）：飾演 橘梅（橘めい）
- 幕末高中生（日语：幕末高校生）（2014年7月26日，東映）：飾演 森野恵理
- Creepy（2016年6月18日上映，松竹）：飾演 早紀
- 愛上有機男（日语：にがくてあまい#映画）（2016年9月10日上映，elephant house）：飾演 江田真紀
- 一週的朋友（2017年2月18日上映，松竹）：飾演 藤宮香織〈與 山崎賢人雙主演〉
- 愛在九月來臨前（日语：九月の恋と出会うまで）（2019年3月1日上映，日本華納兄弟）：飾演 北村志織〈與 高橋一生雙主演〉[33]
- 聖地X（日语：聖地X） (2022年04月15日上映，GAGA / 朝日新闻社) ：飾演 小要
- 極道主夫 THE CINEMA（2022年6月3日上映，Sony Pictures Entertainment）：飾演 美久
- 替身忠臣藏（2024年2月9日上映、東映）：飾演 桔梗
- 聖☆哥傳 THE MOVIE〜聖人 VS 惡魔軍團〜（2024年12月20日上映，東寶）：飾演 女子戰隊・紅戰士

### 配音
- 元素方城市（2023年）：飾演 Ember Lumen

### 雜誌
- nicola（2007年10月號 － 2011年5月號，新潮社）：專屬模特兒

### PV
- Hi-Fi CAMP《所以向前踏出一步（日语：だから一歩前へ踏み出して）》（2009年8月5日）
- 初音《還想見到你（日语：また逢いたい）》（2010年2月10日）
- WISE（日语：WISE）《By your side feat. 西野加奈》（2011年3月16日）
- miwa《FRiDAY-MA-MAGiC》（2011年9月21日）
- 伊藤祥平《WE ARE YOUNG》（2013年1月19日）

### 寫真集
- haruna（2012年3月20日，Wani Books，攝影：長野博文）ISBN 978-4847044458
- haruna2（2013年3月24日，Wani Books，攝影：長野博文）ISBN 978-4847045295
- haruna3（2015年2月10日，Wani Books，攝影：長野博文、佐藤裕之）ISBN 978-4847047244
- re：start（2017年3月1日，東京ニュース通信社）ISBN 978-4863366305

## 獎項
- 第114回日劇學院賞 最佳女主角（《silent》）
- TV Station日劇大賞 最佳女主角獎（《silent》）

## 外部連結
- 官方网站
- 研音 官方個人Profile （页面存档备份，存于）（日語）
- 川口春奈的Ameba部落格（日語）
- 川口春奈的Instagram帳戶
- YouTube上的川口春奈頻道（日語）